# Перегріно Ансельмо
Хуан Перегріно Ансельмо (30 квітня 1902, Монтевідео, Уругвай — 27 жовтня 1975) — уругвайський футболіст і тренер.
У складі збірної Уругваю став чемпіоном світу 1930. На турнірі забив три голи, у тому числі два — у півфіналі. Володар золотої олімпійської медалі 1928 року. Гравець, а пізніше тренер «Пеньяроля».

## Досягнення
- Чемпіон світу: 1930
- Олімпійський чемпіон: 1928
- Чемпіон Південної Америки: 1935
- Срібний призер Чемпіонату Південної Америки: 1927
- Чемпіон Уругваю: 1928, 1929, 1932, 1935